# Plošná textilie
Plošná textilie (něm.: textiles Flächengebilde) je souhrnné označení pro textilní útvary, jejichž tloušťka je řádově menší nežli šířka a délka.
Patří k nim zejména: 
- Tkaniny (od stuh v šířkách od cca 2 mm – až po koberce do šířky 6 m) (1)
- Pleteniny (zátažné / osnovní) (2)
- Netkané textilie (rouna / rohože / mříže) (3)
- Háčkované textilie (ručně / strojně) (4)
- Sítě (uzlované / paličkované / háčkované / pletené) (5)
- Splétané textilie (prýmky, šněrovadla aj.) (6)
- Krajky (šité / paličkované (7) / drhané)
- Vázané(8) a všívané(9) koberce

## Příklady plošných textilií

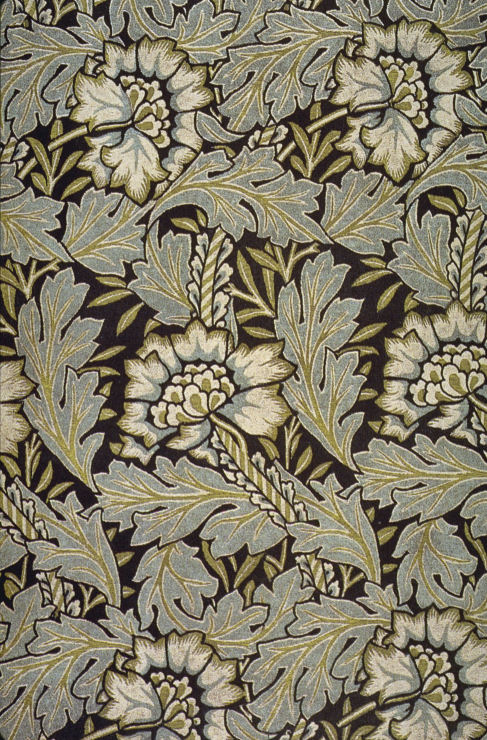
(1) Žakárová tkanina z 19. století
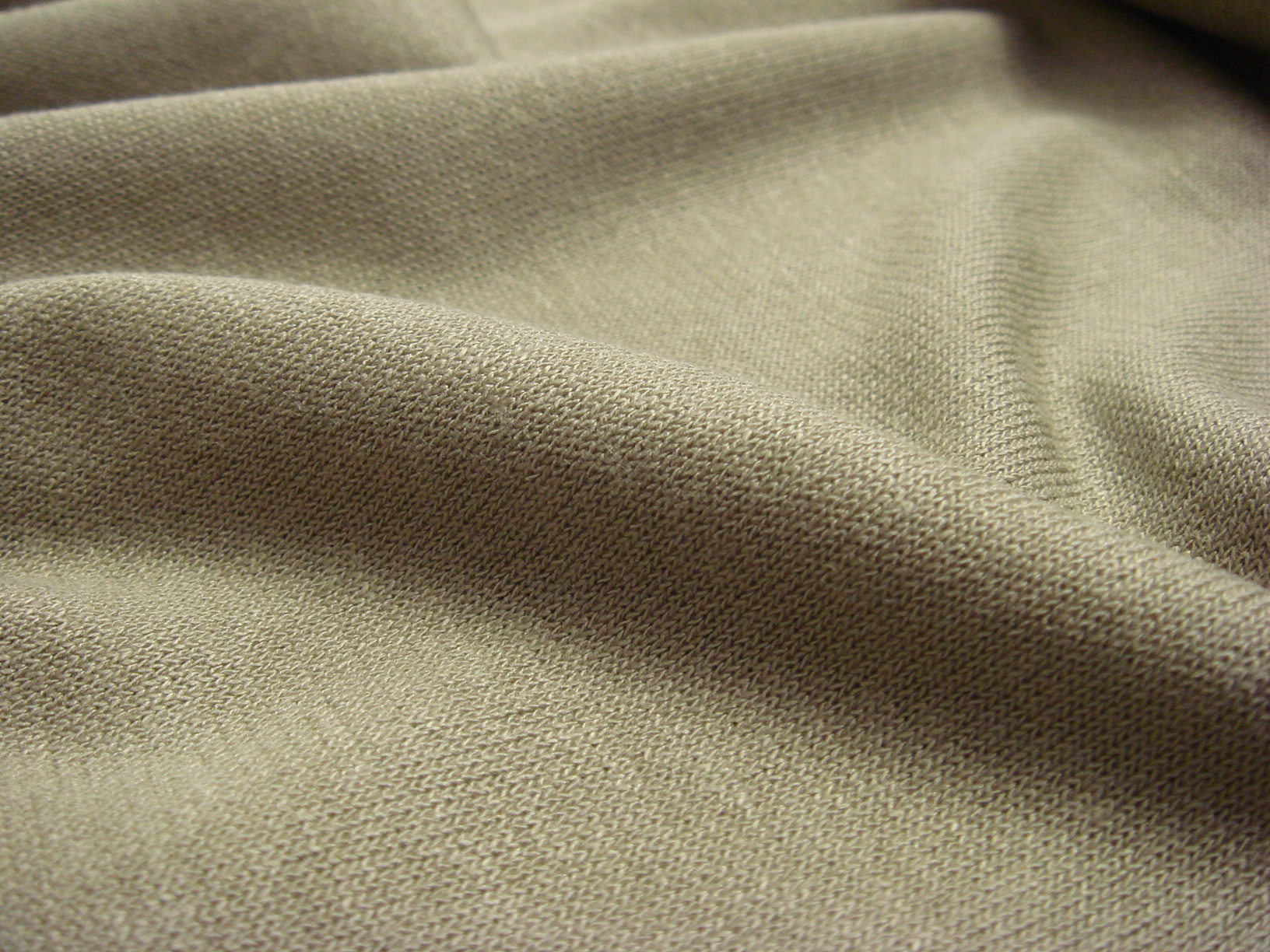
(2)Zátažná pletenina (interlok)
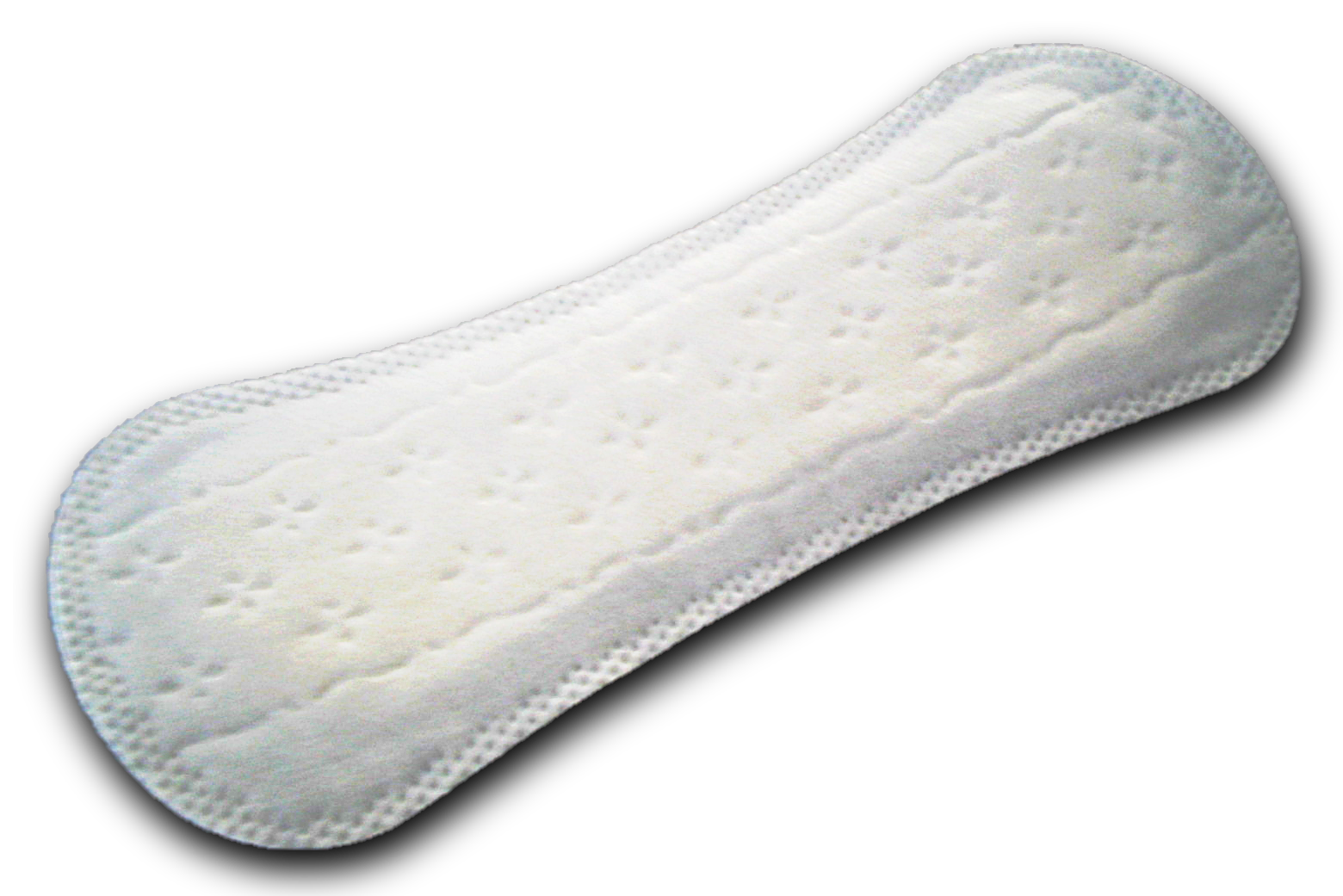
(3) Netkaná textilie (pneumaticky zpevněné rouno)
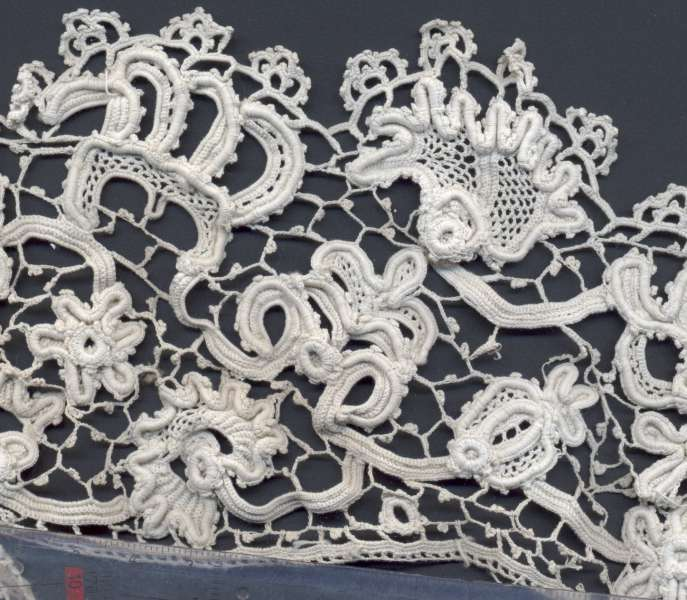
(4) Irská háčkovaná krajka
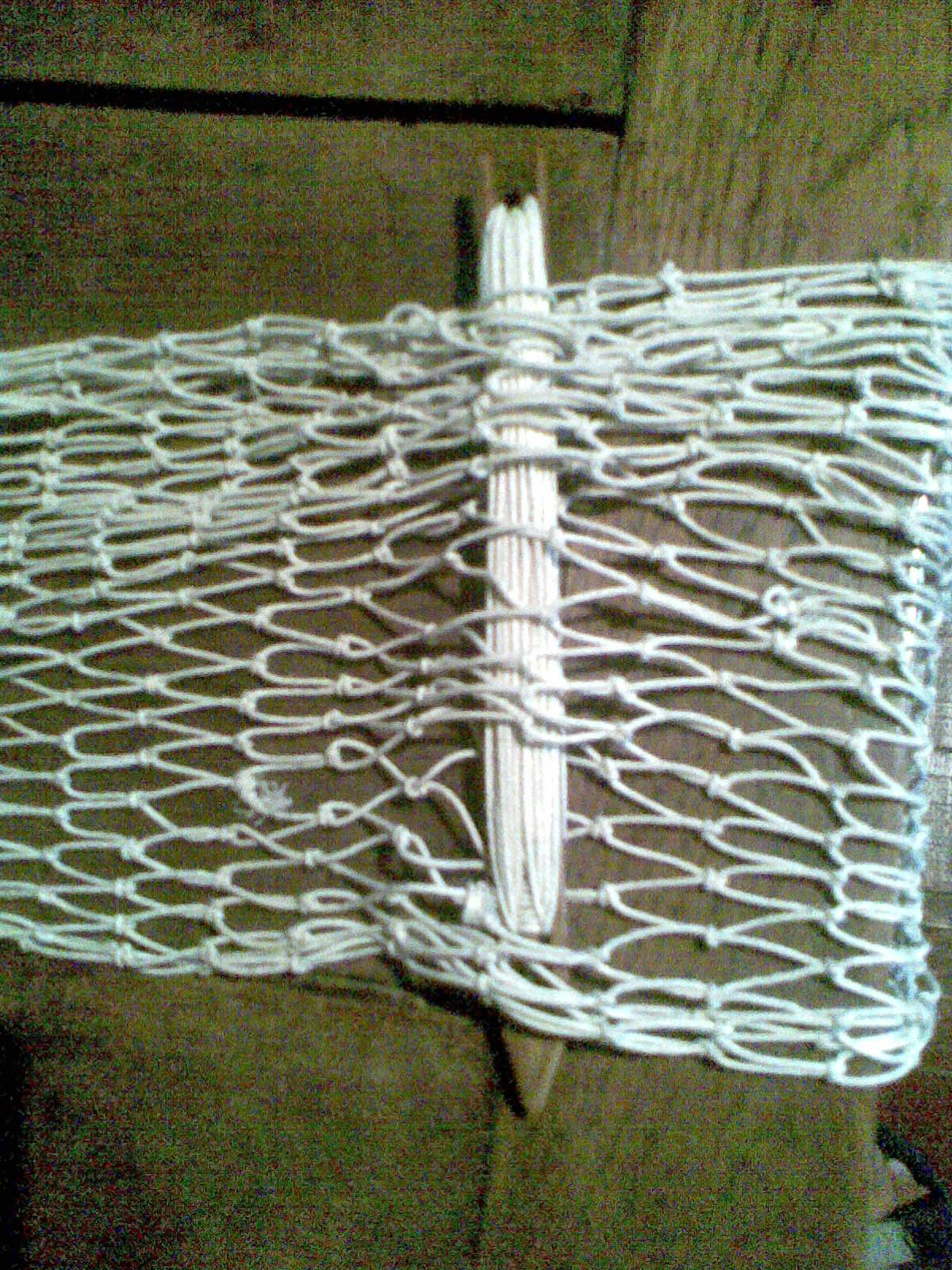
(5) Ručně vyrobená rybářská síť
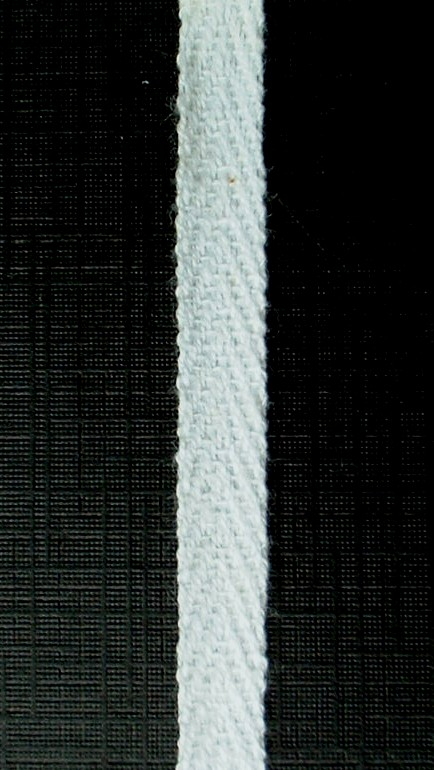
(6) Splétaná bavlněná pertle
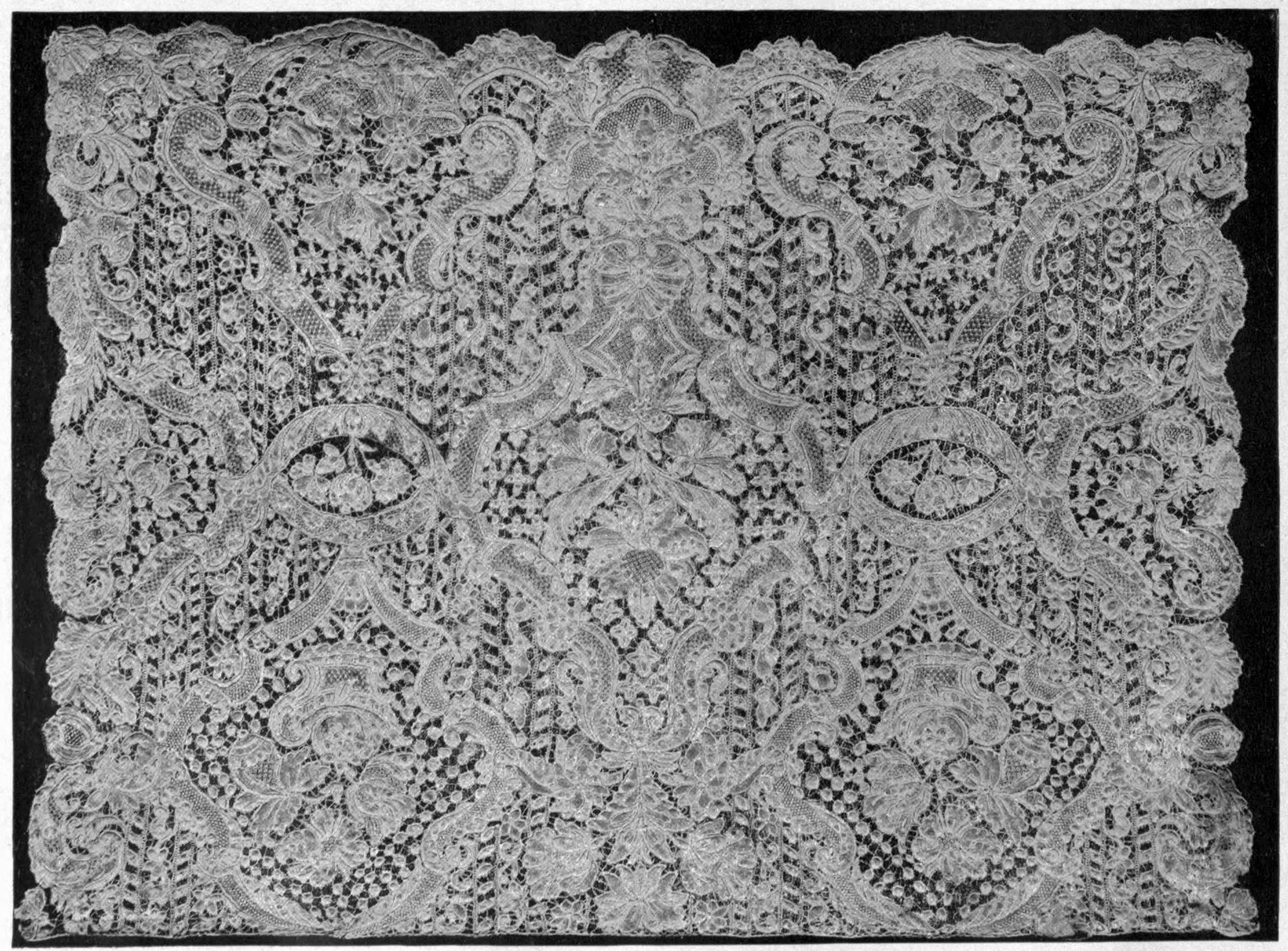
(7) Paličkovaná krajka
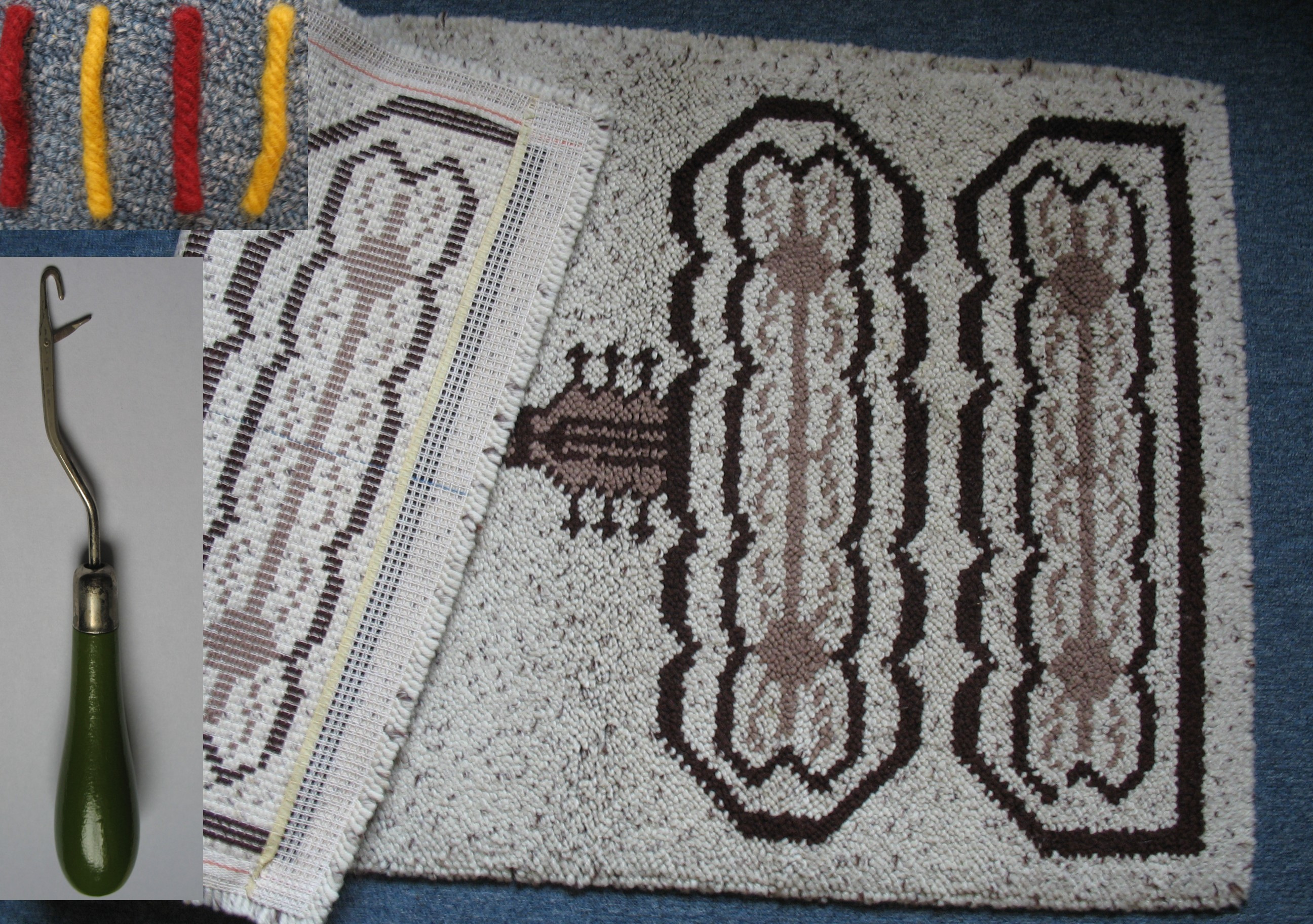
(8) Amatérsky vázaný koberec
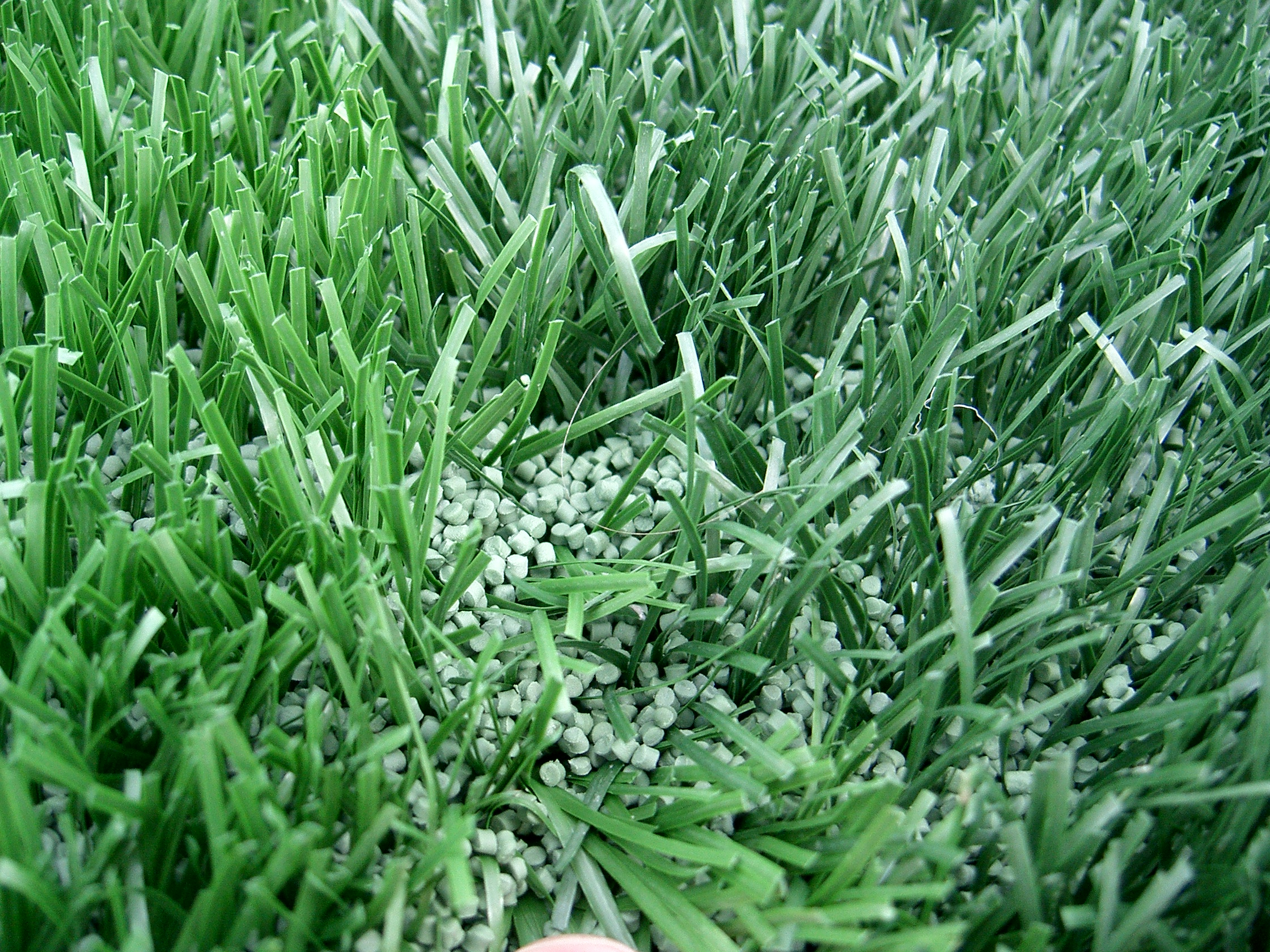
(9) Všívaný koberec: Umělý trávník

Podle hrubého odhadu bylo v roce 2015 ve světě vyrobeno 400 miliard m2 plošných textilií, na které se spotřebovalo více než 95 % textilních surovin (tj údajně 95 milionů tun).
Asi 5 % finálních výrobků jsou odlišné, tzv. délkové textilie, ke kterým patří např. příze na ruční pletení, šicí nitě, provaznické výrobky, lana, pozamenty aj.